# پونی اینترنشنال
پونی اینترنشنال (انگلیسی: Pony International) شرکت تجهیزات ورزشی آمریکایی است، که در سال ۱۹۷۲ تأسیس شد و هم‌اکنون زیرمجموعه‌ای از گروه آیکونیکس برند می‌باشد.